# 蒙特利亚诺
蒙特利亚诺，是西班牙安达卢西亚自治区塞维利亚省的一个市镇。总面积117平方公里，总人口6679人（2001年），人口密度57人/平方公里。